# Sincronización

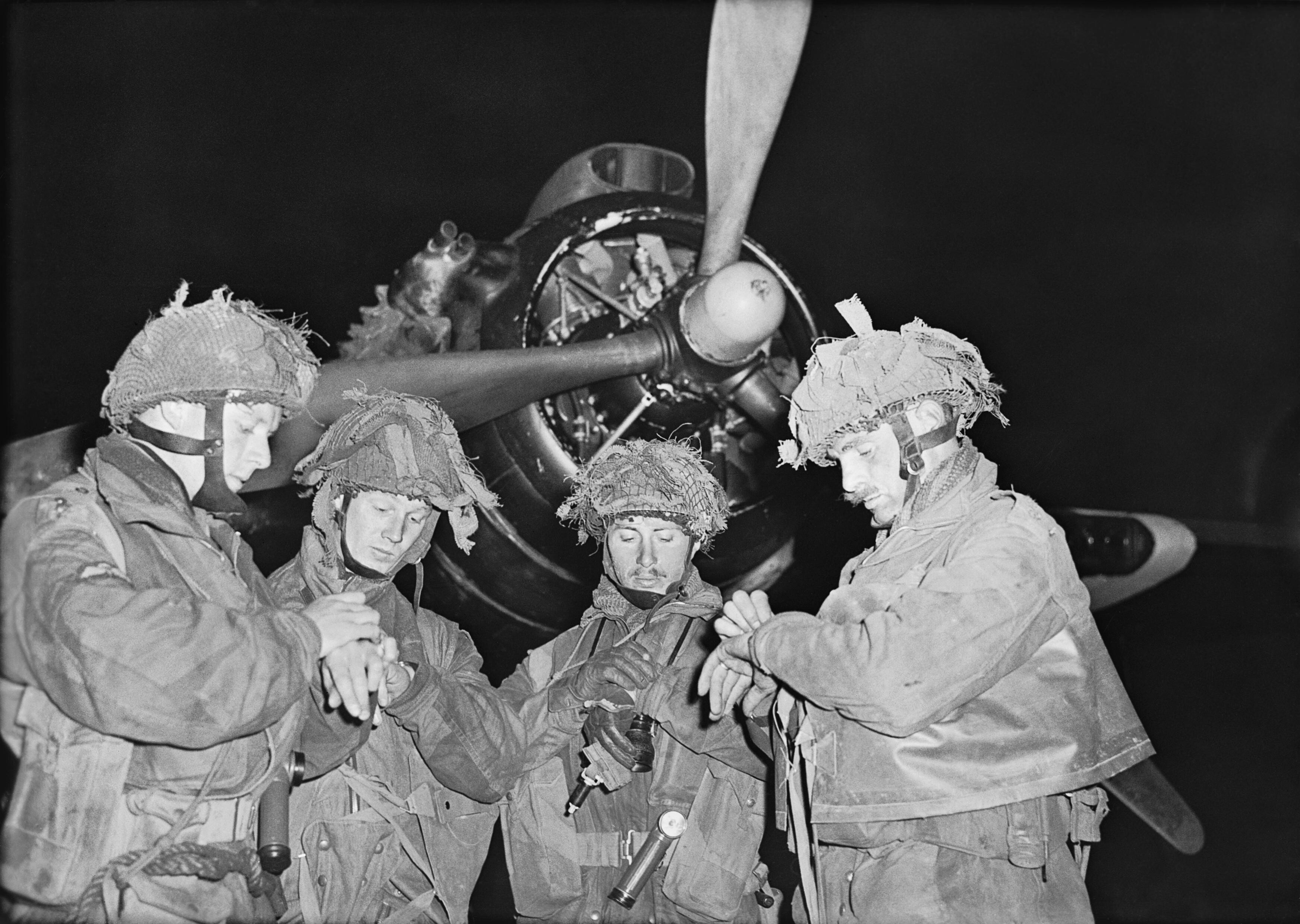
Sincronización de los relojes.

Sincronización (del griego συν (sýn), "unido" y χρόνος (chrónos), "tiempo"), describe el ajuste temporal de eventos. Se habla de sincronización cuando determinados fenómenos ocurran en un orden predefinido o a la vez.

## Aplicaciones
En la electrónica se utiliza una señal de reloj para sincronizar eventos como puede ser la transferencia de datos.
En términos informáticos se habla de sincronización cuando varios procesos se ejecutan a la vez con el propósito de completar una tarea y evitar así condiciones de carrera, que pudieran desembocar en un estado inesperado. También se habla de sincronización de datos cuando dos dispositivos se actualizan de forma que contengan los mismos datos. Un ejemplo de sincronización de archivos puede ser entre una PDA y la agenda electrónica del ordenador.
En multimedia se habla de sincronización cuando el audio y el vídeo están ajustados, de forma que no haya ningún desfase.